# Problem ośmiu hetmanów
Problem ośmiu hetmanów – problem polegający na wyznaczeniu liczby różnych rozmieszczeń ośmiu hetmanów na tradycyjnej szachownicy 8×8 tak, aby wzajemnie się nie atakowały. Przez rozstawienie bądź rozwiązanie podstawowe należy rozumieć takie z dokładnością do izomorfizmu, tzn. z uwzględnieniem wszystkich pokrewnych pozycji wynikających z odbić zwierciadlanych i obrotów.

## Historia problemu
Problem ośmiu hetmanów został po raz pierwszy sformułowany w 1848 roku przez mistrza szachowego Maksa Bezzela (1824–1871). Pierwsze rozwiązanie podał dwa lata później Franz Nauck. Również matematyk Carl Friedrich Gauss interesował się tym problemem. W roku 1992 wskazano na związki pomiędzy problemem ośmiu hetmanów a kwadratami magicznymi. W 2022 Michael Simkin z Uniwersytetu Harvarda podał przybliżony wzór na rozwiązanie problemu dla szachownicy dowolnych rozmiarów.

## Sformułowanie analityczne problemu
Niech (i,j) (m,n) będą współrzędnymi dwóch hetmanów
- dwa hetmany stoją na jednej linii wtedy i tylko wtedy gdy {\displaystyle i=m} lub {\displaystyle j=n}
- dwa hetmany stoją na jednej przekątnej wtedy i tylko wtedy gdy {\displaystyle i=m\pm x,j=n\pm x}

gdzie znak {\displaystyle x} może być identyczny bądź różny w obydwu równaniach. Jak można stwierdzić, całkowita liczba rozwiązań nie może przekroczyć 8!.

## Przykład rozwiązania
|   | a | b | c | d | e | f | g | h |   |
| 8 | e8 – Biały hetman · c7 – Biały hetman · a6 – Biały hetman · f5 – Biały hetman · h4 – Biały hetman · b3 – Biały hetman · d2 – Biały hetman · g1 – Biały hetman | e8 – Biały hetman · c7 – Biały hetman · a6 – Biały hetman · f5 – Biały hetman · h4 – Biały hetman · b3 – Biały hetman · d2 – Biały hetman · g1 – Biały hetman | e8 – Biały hetman · c7 – Biały hetman · a6 – Biały hetman · f5 – Biały hetman · h4 – Biały hetman · b3 – Biały hetman · d2 – Biały hetman · g1 – Biały hetman | e8 – Biały hetman · c7 – Biały hetman · a6 – Biały hetman · f5 – Biały hetman · h4 – Biały hetman · b3 – Biały hetman · d2 – Biały hetman · g1 – Biały hetman | e8 – Biały hetman · c7 – Biały hetman · a6 – Biały hetman · f5 – Biały hetman · h4 – Biały hetman · b3 – Biały hetman · d2 – Biały hetman · g1 – Biały hetman | e8 – Biały hetman · c7 – Biały hetman · a6 – Biały hetman · f5 – Biały hetman · h4 – Biały hetman · b3 – Biały hetman · d2 – Biały hetman · g1 – Biały hetman | e8 – Biały hetman · c7 – Biały hetman · a6 – Biały hetman · f5 – Biały hetman · h4 – Biały hetman · b3 – Biały hetman · d2 – Biały hetman · g1 – Biały hetman | e8 – Biały hetman · c7 – Biały hetman · a6 – Biały hetman · f5 – Biały hetman · h4 – Biały hetman · b3 – Biały hetman · d2 – Biały hetman · g1 – Biały hetman | 8 |
| 7 | e8 – Biały hetman · c7 – Biały hetman · a6 – Biały hetman · f5 – Biały hetman · h4 – Biały hetman · b3 – Biały hetman · d2 – Biały hetman · g1 – Biały hetman | e8 – Biały hetman · c7 – Biały hetman · a6 – Biały hetman · f5 – Biały hetman · h4 – Biały hetman · b3 – Biały hetman · d2 – Biały hetman · g1 – Biały hetman | e8 – Biały hetman · c7 – Biały hetman · a6 – Biały hetman · f5 – Biały hetman · h4 – Biały hetman · b3 – Biały hetman · d2 – Biały hetman · g1 – Biały hetman | e8 – Biały hetman · c7 – Biały hetman · a6 – Biały hetman · f5 – Biały hetman · h4 – Biały hetman · b3 – Biały hetman · d2 – Biały hetman · g1 – Biały hetman | e8 – Biały hetman · c7 – Biały hetman · a6 – Biały hetman · f5 – Biały hetman · h4 – Biały hetman · b3 – Biały hetman · d2 – Biały hetman · g1 – Biały hetman | e8 – Biały hetman · c7 – Biały hetman · a6 – Biały hetman · f5 – Biały hetman · h4 – Biały hetman · b3 – Biały hetman · d2 – Biały hetman · g1 – Biały hetman | e8 – Biały hetman · c7 – Biały hetman · a6 – Biały hetman · f5 – Biały hetman · h4 – Biały hetman · b3 – Biały hetman · d2 – Biały hetman · g1 – Biały hetman | e8 – Biały hetman · c7 – Biały hetman · a6 – Biały hetman · f5 – Biały hetman · h4 – Biały hetman · b3 – Biały hetman · d2 – Biały hetman · g1 – Biały hetman | 7 |
| 6 | e8 – Biały hetman · c7 – Biały hetman · a6 – Biały hetman · f5 – Biały hetman · h4 – Biały hetman · b3 – Biały hetman · d2 – Biały hetman · g1 – Biały hetman | e8 – Biały hetman · c7 – Biały hetman · a6 – Biały hetman · f5 – Biały hetman · h4 – Biały hetman · b3 – Biały hetman · d2 – Biały hetman · g1 – Biały hetman | e8 – Biały hetman · c7 – Biały hetman · a6 – Biały hetman · f5 – Biały hetman · h4 – Biały hetman · b3 – Biały hetman · d2 – Biały hetman · g1 – Biały hetman | e8 – Biały hetman · c7 – Biały hetman · a6 – Biały hetman · f5 – Biały hetman · h4 – Biały hetman · b3 – Biały hetman · d2 – Biały hetman · g1 – Biały hetman | e8 – Biały hetman · c7 – Biały hetman · a6 – Biały hetman · f5 – Biały hetman · h4 – Biały hetman · b3 – Biały hetman · d2 – Biały hetman · g1 – Biały hetman | e8 – Biały hetman · c7 – Biały hetman · a6 – Biały hetman · f5 – Biały hetman · h4 – Biały hetman · b3 – Biały hetman · d2 – Biały hetman · g1 – Biały hetman | e8 – Biały hetman · c7 – Biały hetman · a6 – Biały hetman · f5 – Biały hetman · h4 – Biały hetman · b3 – Biały hetman · d2 – Biały hetman · g1 – Biały hetman | e8 – Biały hetman · c7 – Biały hetman · a6 – Biały hetman · f5 – Biały hetman · h4 – Biały hetman · b3 – Biały hetman · d2 – Biały hetman · g1 – Biały hetman | 6 |
| 5 | e8 – Biały hetman · c7 – Biały hetman · a6 – Biały hetman · f5 – Biały hetman · h4 – Biały hetman · b3 – Biały hetman · d2 – Biały hetman · g1 – Biały hetman | e8 – Biały hetman · c7 – Biały hetman · a6 – Biały hetman · f5 – Biały hetman · h4 – Biały hetman · b3 – Biały hetman · d2 – Biały hetman · g1 – Biały hetman | e8 – Biały hetman · c7 – Biały hetman · a6 – Biały hetman · f5 – Biały hetman · h4 – Biały hetman · b3 – Biały hetman · d2 – Biały hetman · g1 – Biały hetman | e8 – Biały hetman · c7 – Biały hetman · a6 – Biały hetman · f5 – Biały hetman · h4 – Biały hetman · b3 – Biały hetman · d2 – Biały hetman · g1 – Biały hetman | e8 – Biały hetman · c7 – Biały hetman · a6 – Biały hetman · f5 – Biały hetman · h4 – Biały hetman · b3 – Biały hetman · d2 – Biały hetman · g1 – Biały hetman | e8 – Biały hetman · c7 – Biały hetman · a6 – Biały hetman · f5 – Biały hetman · h4 – Biały hetman · b3 – Biały hetman · d2 – Biały hetman · g1 – Biały hetman | e8 – Biały hetman · c7 – Biały hetman · a6 – Biały hetman · f5 – Biały hetman · h4 – Biały hetman · b3 – Biały hetman · d2 – Biały hetman · g1 – Biały hetman | e8 – Biały hetman · c7 – Biały hetman · a6 – Biały hetman · f5 – Biały hetman · h4 – Biały hetman · b3 – Biały hetman · d2 – Biały hetman · g1 – Biały hetman | 5 |
| 4 | e8 – Biały hetman · c7 – Biały hetman · a6 – Biały hetman · f5 – Biały hetman · h4 – Biały hetman · b3 – Biały hetman · d2 – Biały hetman · g1 – Biały hetman | e8 – Biały hetman · c7 – Biały hetman · a6 – Biały hetman · f5 – Biały hetman · h4 – Biały hetman · b3 – Biały hetman · d2 – Biały hetman · g1 – Biały hetman | e8 – Biały hetman · c7 – Biały hetman · a6 – Biały hetman · f5 – Biały hetman · h4 – Biały hetman · b3 – Biały hetman · d2 – Biały hetman · g1 – Biały hetman | e8 – Biały hetman · c7 – Biały hetman · a6 – Biały hetman · f5 – Biały hetman · h4 – Biały hetman · b3 – Biały hetman · d2 – Biały hetman · g1 – Biały hetman | e8 – Biały hetman · c7 – Biały hetman · a6 – Biały hetman · f5 – Biały hetman · h4 – Biały hetman · b3 – Biały hetman · d2 – Biały hetman · g1 – Biały hetman | e8 – Biały hetman · c7 – Biały hetman · a6 – Biały hetman · f5 – Biały hetman · h4 – Biały hetman · b3 – Biały hetman · d2 – Biały hetman · g1 – Biały hetman | e8 – Biały hetman · c7 – Biały hetman · a6 – Biały hetman · f5 – Biały hetman · h4 – Biały hetman · b3 – Biały hetman · d2 – Biały hetman · g1 – Biały hetman | e8 – Biały hetman · c7 – Biały hetman · a6 – Biały hetman · f5 – Biały hetman · h4 – Biały hetman · b3 – Biały hetman · d2 – Biały hetman · g1 – Biały hetman | 4 |
| 3 | e8 – Biały hetman · c7 – Biały hetman · a6 – Biały hetman · f5 – Biały hetman · h4 – Biały hetman · b3 – Biały hetman · d2 – Biały hetman · g1 – Biały hetman | e8 – Biały hetman · c7 – Biały hetman · a6 – Biały hetman · f5 – Biały hetman · h4 – Biały hetman · b3 – Biały hetman · d2 – Biały hetman · g1 – Biały hetman | e8 – Biały hetman · c7 – Biały hetman · a6 – Biały hetman · f5 – Biały hetman · h4 – Biały hetman · b3 – Biały hetman · d2 – Biały hetman · g1 – Biały hetman | e8 – Biały hetman · c7 – Biały hetman · a6 – Biały hetman · f5 – Biały hetman · h4 – Biały hetman · b3 – Biały hetman · d2 – Biały hetman · g1 – Biały hetman | e8 – Biały hetman · c7 – Biały hetman · a6 – Biały hetman · f5 – Biały hetman · h4 – Biały hetman · b3 – Biały hetman · d2 – Biały hetman · g1 – Biały hetman | e8 – Biały hetman · c7 – Biały hetman · a6 – Biały hetman · f5 – Biały hetman · h4 – Biały hetman · b3 – Biały hetman · d2 – Biały hetman · g1 – Biały hetman | e8 – Biały hetman · c7 – Biały hetman · a6 – Biały hetman · f5 – Biały hetman · h4 – Biały hetman · b3 – Biały hetman · d2 – Biały hetman · g1 – Biały hetman | e8 – Biały hetman · c7 – Biały hetman · a6 – Biały hetman · f5 – Biały hetman · h4 – Biały hetman · b3 – Biały hetman · d2 – Biały hetman · g1 – Biały hetman | 3 |
| 2 | e8 – Biały hetman · c7 – Biały hetman · a6 – Biały hetman · f5 – Biały hetman · h4 – Biały hetman · b3 – Biały hetman · d2 – Biały hetman · g1 – Biały hetman | e8 – Biały hetman · c7 – Biały hetman · a6 – Biały hetman · f5 – Biały hetman · h4 – Biały hetman · b3 – Biały hetman · d2 – Biały hetman · g1 – Biały hetman | e8 – Biały hetman · c7 – Biały hetman · a6 – Biały hetman · f5 – Biały hetman · h4 – Biały hetman · b3 – Biały hetman · d2 – Biały hetman · g1 – Biały hetman | e8 – Biały hetman · c7 – Biały hetman · a6 – Biały hetman · f5 – Biały hetman · h4 – Biały hetman · b3 – Biały hetman · d2 – Biały hetman · g1 – Biały hetman | e8 – Biały hetman · c7 – Biały hetman · a6 – Biały hetman · f5 – Biały hetman · h4 – Biały hetman · b3 – Biały hetman · d2 – Biały hetman · g1 – Biały hetman | e8 – Biały hetman · c7 – Biały hetman · a6 – Biały hetman · f5 – Biały hetman · h4 – Biały hetman · b3 – Biały hetman · d2 – Biały hetman · g1 – Biały hetman | e8 – Biały hetman · c7 – Biały hetman · a6 – Biały hetman · f5 – Biały hetman · h4 – Biały hetman · b3 – Biały hetman · d2 – Biały hetman · g1 – Biały hetman | e8 – Biały hetman · c7 – Biały hetman · a6 – Biały hetman · f5 – Biały hetman · h4 – Biały hetman · b3 – Biały hetman · d2 – Biały hetman · g1 – Biały hetman | 2 |
| 1 | e8 – Biały hetman · c7 – Biały hetman · a6 – Biały hetman · f5 – Biały hetman · h4 – Biały hetman · b3 – Biały hetman · d2 – Biały hetman · g1 – Biały hetman | e8 – Biały hetman · c7 – Biały hetman · a6 – Biały hetman · f5 – Biały hetman · h4 – Biały hetman · b3 – Biały hetman · d2 – Biały hetman · g1 – Biały hetman | e8 – Biały hetman · c7 – Biały hetman · a6 – Biały hetman · f5 – Biały hetman · h4 – Biały hetman · b3 – Biały hetman · d2 – Biały hetman · g1 – Biały hetman | e8 – Biały hetman · c7 – Biały hetman · a6 – Biały hetman · f5 – Biały hetman · h4 – Biały hetman · b3 – Biały hetman · d2 – Biały hetman · g1 – Biały hetman | e8 – Biały hetman · c7 – Biały hetman · a6 – Biały hetman · f5 – Biały hetman · h4 – Biały hetman · b3 – Biały hetman · d2 – Biały hetman · g1 – Biały hetman | e8 – Biały hetman · c7 – Biały hetman · a6 – Biały hetman · f5 – Biały hetman · h4 – Biały hetman · b3 – Biały hetman · d2 – Biały hetman · g1 – Biały hetman | e8 – Biały hetman · c7 – Biały hetman · a6 – Biały hetman · f5 – Biały hetman · h4 – Biały hetman · b3 – Biały hetman · d2 – Biały hetman · g1 – Biały hetman | e8 – Biały hetman · c7 – Biały hetman · a6 – Biały hetman · f5 – Biały hetman · h4 – Biały hetman · b3 – Biały hetman · d2 – Biały hetman · g1 – Biały hetman | 1 |
|   | a | b | c | d | e | f | g | h |   |

Charakterystyczną cechą rozwiązań jest ustawienie hetmanów w „relacji skoczka”. Podstawowych rozwiązań jest w sumie dwanaście, podstawowych, tzn. nie dających się przekształcić w siebie za pomocą odbić zwierciadlanych i obrotów. Rozwiązania te można kodować za pomocą ciągu ośmiu cyfr – w tym przypadku będzie to [41582736]. Interesującą własnością powyższego rozwiązania jest jego rozszerzalność – korzystając z „nieobłożenia” głównej przekątnej, można dodać hetmana na polu i9, rozszerzając przy tym szachownicę do rozmiaru 9×9.

## Jedyne rozwiązanie symetryczne
|   | a | b | c | d | e | f | g | h |   |
| 8 | f8 – Biały hetman · d7 – Biały hetman · g6 – Biały hetman · a5 – Biały hetman · h4 – Biały hetman · b3 – Biały hetman · e2 – Biały hetman · c1 – Biały hetman | f8 – Biały hetman · d7 – Biały hetman · g6 – Biały hetman · a5 – Biały hetman · h4 – Biały hetman · b3 – Biały hetman · e2 – Biały hetman · c1 – Biały hetman | f8 – Biały hetman · d7 – Biały hetman · g6 – Biały hetman · a5 – Biały hetman · h4 – Biały hetman · b3 – Biały hetman · e2 – Biały hetman · c1 – Biały hetman | f8 – Biały hetman · d7 – Biały hetman · g6 – Biały hetman · a5 – Biały hetman · h4 – Biały hetman · b3 – Biały hetman · e2 – Biały hetman · c1 – Biały hetman | f8 – Biały hetman · d7 – Biały hetman · g6 – Biały hetman · a5 – Biały hetman · h4 – Biały hetman · b3 – Biały hetman · e2 – Biały hetman · c1 – Biały hetman | f8 – Biały hetman · d7 – Biały hetman · g6 – Biały hetman · a5 – Biały hetman · h4 – Biały hetman · b3 – Biały hetman · e2 – Biały hetman · c1 – Biały hetman | f8 – Biały hetman · d7 – Biały hetman · g6 – Biały hetman · a5 – Biały hetman · h4 – Biały hetman · b3 – Biały hetman · e2 – Biały hetman · c1 – Biały hetman | f8 – Biały hetman · d7 – Biały hetman · g6 – Biały hetman · a5 – Biały hetman · h4 – Biały hetman · b3 – Biały hetman · e2 – Biały hetman · c1 – Biały hetman | 8 |
| 7 | f8 – Biały hetman · d7 – Biały hetman · g6 – Biały hetman · a5 – Biały hetman · h4 – Biały hetman · b3 – Biały hetman · e2 – Biały hetman · c1 – Biały hetman | f8 – Biały hetman · d7 – Biały hetman · g6 – Biały hetman · a5 – Biały hetman · h4 – Biały hetman · b3 – Biały hetman · e2 – Biały hetman · c1 – Biały hetman | f8 – Biały hetman · d7 – Biały hetman · g6 – Biały hetman · a5 – Biały hetman · h4 – Biały hetman · b3 – Biały hetman · e2 – Biały hetman · c1 – Biały hetman | f8 – Biały hetman · d7 – Biały hetman · g6 – Biały hetman · a5 – Biały hetman · h4 – Biały hetman · b3 – Biały hetman · e2 – Biały hetman · c1 – Biały hetman | f8 – Biały hetman · d7 – Biały hetman · g6 – Biały hetman · a5 – Biały hetman · h4 – Biały hetman · b3 – Biały hetman · e2 – Biały hetman · c1 – Biały hetman | f8 – Biały hetman · d7 – Biały hetman · g6 – Biały hetman · a5 – Biały hetman · h4 – Biały hetman · b3 – Biały hetman · e2 – Biały hetman · c1 – Biały hetman | f8 – Biały hetman · d7 – Biały hetman · g6 – Biały hetman · a5 – Biały hetman · h4 – Biały hetman · b3 – Biały hetman · e2 – Biały hetman · c1 – Biały hetman | f8 – Biały hetman · d7 – Biały hetman · g6 – Biały hetman · a5 – Biały hetman · h4 – Biały hetman · b3 – Biały hetman · e2 – Biały hetman · c1 – Biały hetman | 7 |
| 6 | f8 – Biały hetman · d7 – Biały hetman · g6 – Biały hetman · a5 – Biały hetman · h4 – Biały hetman · b3 – Biały hetman · e2 – Biały hetman · c1 – Biały hetman | f8 – Biały hetman · d7 – Biały hetman · g6 – Biały hetman · a5 – Biały hetman · h4 – Biały hetman · b3 – Biały hetman · e2 – Biały hetman · c1 – Biały hetman | f8 – Biały hetman · d7 – Biały hetman · g6 – Biały hetman · a5 – Biały hetman · h4 – Biały hetman · b3 – Biały hetman · e2 – Biały hetman · c1 – Biały hetman | f8 – Biały hetman · d7 – Biały hetman · g6 – Biały hetman · a5 – Biały hetman · h4 – Biały hetman · b3 – Biały hetman · e2 – Biały hetman · c1 – Biały hetman | f8 – Biały hetman · d7 – Biały hetman · g6 – Biały hetman · a5 – Biały hetman · h4 – Biały hetman · b3 – Biały hetman · e2 – Biały hetman · c1 – Biały hetman | f8 – Biały hetman · d7 – Biały hetman · g6 – Biały hetman · a5 – Biały hetman · h4 – Biały hetman · b3 – Biały hetman · e2 – Biały hetman · c1 – Biały hetman | f8 – Biały hetman · d7 – Biały hetman · g6 – Biały hetman · a5 – Biały hetman · h4 – Biały hetman · b3 – Biały hetman · e2 – Biały hetman · c1 – Biały hetman | f8 – Biały hetman · d7 – Biały hetman · g6 – Biały hetman · a5 – Biały hetman · h4 – Biały hetman · b3 – Biały hetman · e2 – Biały hetman · c1 – Biały hetman | 6 |
| 5 | f8 – Biały hetman · d7 – Biały hetman · g6 – Biały hetman · a5 – Biały hetman · h4 – Biały hetman · b3 – Biały hetman · e2 – Biały hetman · c1 – Biały hetman | f8 – Biały hetman · d7 – Biały hetman · g6 – Biały hetman · a5 – Biały hetman · h4 – Biały hetman · b3 – Biały hetman · e2 – Biały hetman · c1 – Biały hetman | f8 – Biały hetman · d7 – Biały hetman · g6 – Biały hetman · a5 – Biały hetman · h4 – Biały hetman · b3 – Biały hetman · e2 – Biały hetman · c1 – Biały hetman | f8 – Biały hetman · d7 – Biały hetman · g6 – Biały hetman · a5 – Biały hetman · h4 – Biały hetman · b3 – Biały hetman · e2 – Biały hetman · c1 – Biały hetman | f8 – Biały hetman · d7 – Biały hetman · g6 – Biały hetman · a5 – Biały hetman · h4 – Biały hetman · b3 – Biały hetman · e2 – Biały hetman · c1 – Biały hetman | f8 – Biały hetman · d7 – Biały hetman · g6 – Biały hetman · a5 – Biały hetman · h4 – Biały hetman · b3 – Biały hetman · e2 – Biały hetman · c1 – Biały hetman | f8 – Biały hetman · d7 – Biały hetman · g6 – Biały hetman · a5 – Biały hetman · h4 – Biały hetman · b3 – Biały hetman · e2 – Biały hetman · c1 – Biały hetman | f8 – Biały hetman · d7 – Biały hetman · g6 – Biały hetman · a5 – Biały hetman · h4 – Biały hetman · b3 – Biały hetman · e2 – Biały hetman · c1 – Biały hetman | 5 |
| 4 | f8 – Biały hetman · d7 – Biały hetman · g6 – Biały hetman · a5 – Biały hetman · h4 – Biały hetman · b3 – Biały hetman · e2 – Biały hetman · c1 – Biały hetman | f8 – Biały hetman · d7 – Biały hetman · g6 – Biały hetman · a5 – Biały hetman · h4 – Biały hetman · b3 – Biały hetman · e2 – Biały hetman · c1 – Biały hetman | f8 – Biały hetman · d7 – Biały hetman · g6 – Biały hetman · a5 – Biały hetman · h4 – Biały hetman · b3 – Biały hetman · e2 – Biały hetman · c1 – Biały hetman | f8 – Biały hetman · d7 – Biały hetman · g6 – Biały hetman · a5 – Biały hetman · h4 – Biały hetman · b3 – Biały hetman · e2 – Biały hetman · c1 – Biały hetman | f8 – Biały hetman · d7 – Biały hetman · g6 – Biały hetman · a5 – Biały hetman · h4 – Biały hetman · b3 – Biały hetman · e2 – Biały hetman · c1 – Biały hetman | f8 – Biały hetman · d7 – Biały hetman · g6 – Biały hetman · a5 – Biały hetman · h4 – Biały hetman · b3 – Biały hetman · e2 – Biały hetman · c1 – Biały hetman | f8 – Biały hetman · d7 – Biały hetman · g6 – Biały hetman · a5 – Biały hetman · h4 – Biały hetman · b3 – Biały hetman · e2 – Biały hetman · c1 – Biały hetman | f8 – Biały hetman · d7 – Biały hetman · g6 – Biały hetman · a5 – Biały hetman · h4 – Biały hetman · b3 – Biały hetman · e2 – Biały hetman · c1 – Biały hetman | 4 |
| 3 | f8 – Biały hetman · d7 – Biały hetman · g6 – Biały hetman · a5 – Biały hetman · h4 – Biały hetman · b3 – Biały hetman · e2 – Biały hetman · c1 – Biały hetman | f8 – Biały hetman · d7 – Biały hetman · g6 – Biały hetman · a5 – Biały hetman · h4 – Biały hetman · b3 – Biały hetman · e2 – Biały hetman · c1 – Biały hetman | f8 – Biały hetman · d7 – Biały hetman · g6 – Biały hetman · a5 – Biały hetman · h4 – Biały hetman · b3 – Biały hetman · e2 – Biały hetman · c1 – Biały hetman | f8 – Biały hetman · d7 – Biały hetman · g6 – Biały hetman · a5 – Biały hetman · h4 – Biały hetman · b3 – Biały hetman · e2 – Biały hetman · c1 – Biały hetman | f8 – Biały hetman · d7 – Biały hetman · g6 – Biały hetman · a5 – Biały hetman · h4 – Biały hetman · b3 – Biały hetman · e2 – Biały hetman · c1 – Biały hetman | f8 – Biały hetman · d7 – Biały hetman · g6 – Biały hetman · a5 – Biały hetman · h4 – Biały hetman · b3 – Biały hetman · e2 – Biały hetman · c1 – Biały hetman | f8 – Biały hetman · d7 – Biały hetman · g6 – Biały hetman · a5 – Biały hetman · h4 – Biały hetman · b3 – Biały hetman · e2 – Biały hetman · c1 – Biały hetman | f8 – Biały hetman · d7 – Biały hetman · g6 – Biały hetman · a5 – Biały hetman · h4 – Biały hetman · b3 – Biały hetman · e2 – Biały hetman · c1 – Biały hetman | 3 |
| 2 | f8 – Biały hetman · d7 – Biały hetman · g6 – Biały hetman · a5 – Biały hetman · h4 – Biały hetman · b3 – Biały hetman · e2 – Biały hetman · c1 – Biały hetman | f8 – Biały hetman · d7 – Biały hetman · g6 – Biały hetman · a5 – Biały hetman · h4 – Biały hetman · b3 – Biały hetman · e2 – Biały hetman · c1 – Biały hetman | f8 – Biały hetman · d7 – Biały hetman · g6 – Biały hetman · a5 – Biały hetman · h4 – Biały hetman · b3 – Biały hetman · e2 – Biały hetman · c1 – Biały hetman | f8 – Biały hetman · d7 – Biały hetman · g6 – Biały hetman · a5 – Biały hetman · h4 – Biały hetman · b3 – Biały hetman · e2 – Biały hetman · c1 – Biały hetman | f8 – Biały hetman · d7 – Biały hetman · g6 – Biały hetman · a5 – Biały hetman · h4 – Biały hetman · b3 – Biały hetman · e2 – Biały hetman · c1 – Biały hetman | f8 – Biały hetman · d7 – Biały hetman · g6 – Biały hetman · a5 – Biały hetman · h4 – Biały hetman · b3 – Biały hetman · e2 – Biały hetman · c1 – Biały hetman | f8 – Biały hetman · d7 – Biały hetman · g6 – Biały hetman · a5 – Biały hetman · h4 – Biały hetman · b3 – Biały hetman · e2 – Biały hetman · c1 – Biały hetman | f8 – Biały hetman · d7 – Biały hetman · g6 – Biały hetman · a5 – Biały hetman · h4 – Biały hetman · b3 – Biały hetman · e2 – Biały hetman · c1 – Biały hetman | 2 |
| 1 | f8 – Biały hetman · d7 – Biały hetman · g6 – Biały hetman · a5 – Biały hetman · h4 – Biały hetman · b3 – Biały hetman · e2 – Biały hetman · c1 – Biały hetman | f8 – Biały hetman · d7 – Biały hetman · g6 – Biały hetman · a5 – Biały hetman · h4 – Biały hetman · b3 – Biały hetman · e2 – Biały hetman · c1 – Biały hetman | f8 – Biały hetman · d7 – Biały hetman · g6 – Biały hetman · a5 – Biały hetman · h4 – Biały hetman · b3 – Biały hetman · e2 – Biały hetman · c1 – Biały hetman | f8 – Biały hetman · d7 – Biały hetman · g6 – Biały hetman · a5 – Biały hetman · h4 – Biały hetman · b3 – Biały hetman · e2 – Biały hetman · c1 – Biały hetman | f8 – Biały hetman · d7 – Biały hetman · g6 – Biały hetman · a5 – Biały hetman · h4 – Biały hetman · b3 – Biały hetman · e2 – Biały hetman · c1 – Biały hetman | f8 – Biały hetman · d7 – Biały hetman · g6 – Biały hetman · a5 – Biały hetman · h4 – Biały hetman · b3 – Biały hetman · e2 – Biały hetman · c1 – Biały hetman | f8 – Biały hetman · d7 – Biały hetman · g6 – Biały hetman · a5 – Biały hetman · h4 – Biały hetman · b3 – Biały hetman · e2 – Biały hetman · c1 – Biały hetman | f8 – Biały hetman · d7 – Biały hetman · g6 – Biały hetman · a5 – Biały hetman · h4 – Biały hetman · b3 – Biały hetman · e2 – Biały hetman · c1 – Biały hetman | 1 |
|   | a | b | c | d | e | f | g | h |   |

Oto drugie z rozwiązań [46827135]. Jako jedyne posiada środek symetrii (obrót szachownicy o 180 stopni prowadzi do tego samego układu). Wynika stąd liczba możliwych rozwiązań 92, a nie 96:
Podstawowych rozwiązań jest 12, symetrii natomiast 8:
- odbicie w poziomie
- odbicie w pionie
- dwa odbicia względem głównych przekątnych
- cztery obroty (o 0, 90, 180 i 270 stopni)

Zatem wszystkich rozwiązań powinno być {\displaystyle 96=12*8.} Jest ich 92, bowiem dla tego rozwiązania symetrycznego:
- odbicie w poziomie jest równoważne odbiciu w pionie,i
- odbicie względem jednej przekątnej jest równoważne odbiciu względem drugiej przekątnej,
- obrót o 0 stopni jest równoważny obrotowi o 180 stopni,
- obrót o 90 stopni jest równoważny obrotowi o 270 stopni.

Dwa powyższe rozwiązania są jedynymi rozwiązaniami, w których hetmany stoją poza głównymi przekątnymi.

## Rozwiązanie łatwe do zapamiętania
|   | a | b | c | d | e | f | g | h |   |
| 8 | d8 – Biały hetman · g7 – Biały hetman · c6 – Biały hetman · h5 – Biały hetman · b4 – Biały hetman · e3 – Biały hetman · a2 – Biały hetman · f1 – Biały hetman | d8 – Biały hetman · g7 – Biały hetman · c6 – Biały hetman · h5 – Biały hetman · b4 – Biały hetman · e3 – Biały hetman · a2 – Biały hetman · f1 – Biały hetman | d8 – Biały hetman · g7 – Biały hetman · c6 – Biały hetman · h5 – Biały hetman · b4 – Biały hetman · e3 – Biały hetman · a2 – Biały hetman · f1 – Biały hetman | d8 – Biały hetman · g7 – Biały hetman · c6 – Biały hetman · h5 – Biały hetman · b4 – Biały hetman · e3 – Biały hetman · a2 – Biały hetman · f1 – Biały hetman | d8 – Biały hetman · g7 – Biały hetman · c6 – Biały hetman · h5 – Biały hetman · b4 – Biały hetman · e3 – Biały hetman · a2 – Biały hetman · f1 – Biały hetman | d8 – Biały hetman · g7 – Biały hetman · c6 – Biały hetman · h5 – Biały hetman · b4 – Biały hetman · e3 – Biały hetman · a2 – Biały hetman · f1 – Biały hetman | d8 – Biały hetman · g7 – Biały hetman · c6 – Biały hetman · h5 – Biały hetman · b4 – Biały hetman · e3 – Biały hetman · a2 – Biały hetman · f1 – Biały hetman | d8 – Biały hetman · g7 – Biały hetman · c6 – Biały hetman · h5 – Biały hetman · b4 – Biały hetman · e3 – Biały hetman · a2 – Biały hetman · f1 – Biały hetman | 8 |
| 7 | d8 – Biały hetman · g7 – Biały hetman · c6 – Biały hetman · h5 – Biały hetman · b4 – Biały hetman · e3 – Biały hetman · a2 – Biały hetman · f1 – Biały hetman | d8 – Biały hetman · g7 – Biały hetman · c6 – Biały hetman · h5 – Biały hetman · b4 – Biały hetman · e3 – Biały hetman · a2 – Biały hetman · f1 – Biały hetman | d8 – Biały hetman · g7 – Biały hetman · c6 – Biały hetman · h5 – Biały hetman · b4 – Biały hetman · e3 – Biały hetman · a2 – Biały hetman · f1 – Biały hetman | d8 – Biały hetman · g7 – Biały hetman · c6 – Biały hetman · h5 – Biały hetman · b4 – Biały hetman · e3 – Biały hetman · a2 – Biały hetman · f1 – Biały hetman | d8 – Biały hetman · g7 – Biały hetman · c6 – Biały hetman · h5 – Biały hetman · b4 – Biały hetman · e3 – Biały hetman · a2 – Biały hetman · f1 – Biały hetman | d8 – Biały hetman · g7 – Biały hetman · c6 – Biały hetman · h5 – Biały hetman · b4 – Biały hetman · e3 – Biały hetman · a2 – Biały hetman · f1 – Biały hetman | d8 – Biały hetman · g7 – Biały hetman · c6 – Biały hetman · h5 – Biały hetman · b4 – Biały hetman · e3 – Biały hetman · a2 – Biały hetman · f1 – Biały hetman | d8 – Biały hetman · g7 – Biały hetman · c6 – Biały hetman · h5 – Biały hetman · b4 – Biały hetman · e3 – Biały hetman · a2 – Biały hetman · f1 – Biały hetman | 7 |
| 6 | d8 – Biały hetman · g7 – Biały hetman · c6 – Biały hetman · h5 – Biały hetman · b4 – Biały hetman · e3 – Biały hetman · a2 – Biały hetman · f1 – Biały hetman | d8 – Biały hetman · g7 – Biały hetman · c6 – Biały hetman · h5 – Biały hetman · b4 – Biały hetman · e3 – Biały hetman · a2 – Biały hetman · f1 – Biały hetman | d8 – Biały hetman · g7 – Biały hetman · c6 – Biały hetman · h5 – Biały hetman · b4 – Biały hetman · e3 – Biały hetman · a2 – Biały hetman · f1 – Biały hetman | d8 – Biały hetman · g7 – Biały hetman · c6 – Biały hetman · h5 – Biały hetman · b4 – Biały hetman · e3 – Biały hetman · a2 – Biały hetman · f1 – Biały hetman | d8 – Biały hetman · g7 – Biały hetman · c6 – Biały hetman · h5 – Biały hetman · b4 – Biały hetman · e3 – Biały hetman · a2 – Biały hetman · f1 – Biały hetman | d8 – Biały hetman · g7 – Biały hetman · c6 – Biały hetman · h5 – Biały hetman · b4 – Biały hetman · e3 – Biały hetman · a2 – Biały hetman · f1 – Biały hetman | d8 – Biały hetman · g7 – Biały hetman · c6 – Biały hetman · h5 – Biały hetman · b4 – Biały hetman · e3 – Biały hetman · a2 – Biały hetman · f1 – Biały hetman | d8 – Biały hetman · g7 – Biały hetman · c6 – Biały hetman · h5 – Biały hetman · b4 – Biały hetman · e3 – Biały hetman · a2 – Biały hetman · f1 – Biały hetman | 6 |
| 5 | d8 – Biały hetman · g7 – Biały hetman · c6 – Biały hetman · h5 – Biały hetman · b4 – Biały hetman · e3 – Biały hetman · a2 – Biały hetman · f1 – Biały hetman | d8 – Biały hetman · g7 – Biały hetman · c6 – Biały hetman · h5 – Biały hetman · b4 – Biały hetman · e3 – Biały hetman · a2 – Biały hetman · f1 – Biały hetman | d8 – Biały hetman · g7 – Biały hetman · c6 – Biały hetman · h5 – Biały hetman · b4 – Biały hetman · e3 – Biały hetman · a2 – Biały hetman · f1 – Biały hetman | d8 – Biały hetman · g7 – Biały hetman · c6 – Biały hetman · h5 – Biały hetman · b4 – Biały hetman · e3 – Biały hetman · a2 – Biały hetman · f1 – Biały hetman | d8 – Biały hetman · g7 – Biały hetman · c6 – Biały hetman · h5 – Biały hetman · b4 – Biały hetman · e3 – Biały hetman · a2 – Biały hetman · f1 – Biały hetman | d8 – Biały hetman · g7 – Biały hetman · c6 – Biały hetman · h5 – Biały hetman · b4 – Biały hetman · e3 – Biały hetman · a2 – Biały hetman · f1 – Biały hetman | d8 – Biały hetman · g7 – Biały hetman · c6 – Biały hetman · h5 – Biały hetman · b4 – Biały hetman · e3 – Biały hetman · a2 – Biały hetman · f1 – Biały hetman | d8 – Biały hetman · g7 – Biały hetman · c6 – Biały hetman · h5 – Biały hetman · b4 – Biały hetman · e3 – Biały hetman · a2 – Biały hetman · f1 – Biały hetman | 5 |
| 4 | d8 – Biały hetman · g7 – Biały hetman · c6 – Biały hetman · h5 – Biały hetman · b4 – Biały hetman · e3 – Biały hetman · a2 – Biały hetman · f1 – Biały hetman | d8 – Biały hetman · g7 – Biały hetman · c6 – Biały hetman · h5 – Biały hetman · b4 – Biały hetman · e3 – Biały hetman · a2 – Biały hetman · f1 – Biały hetman | d8 – Biały hetman · g7 – Biały hetman · c6 – Biały hetman · h5 – Biały hetman · b4 – Biały hetman · e3 – Biały hetman · a2 – Biały hetman · f1 – Biały hetman | d8 – Biały hetman · g7 – Biały hetman · c6 – Biały hetman · h5 – Biały hetman · b4 – Biały hetman · e3 – Biały hetman · a2 – Biały hetman · f1 – Biały hetman | d8 – Biały hetman · g7 – Biały hetman · c6 – Biały hetman · h5 – Biały hetman · b4 – Biały hetman · e3 – Biały hetman · a2 – Biały hetman · f1 – Biały hetman | d8 – Biały hetman · g7 – Biały hetman · c6 – Biały hetman · h5 – Biały hetman · b4 – Biały hetman · e3 – Biały hetman · a2 – Biały hetman · f1 – Biały hetman | d8 – Biały hetman · g7 – Biały hetman · c6 – Biały hetman · h5 – Biały hetman · b4 – Biały hetman · e3 – Biały hetman · a2 – Biały hetman · f1 – Biały hetman | d8 – Biały hetman · g7 – Biały hetman · c6 – Biały hetman · h5 – Biały hetman · b4 – Biały hetman · e3 – Biały hetman · a2 – Biały hetman · f1 – Biały hetman | 4 |
| 3 | d8 – Biały hetman · g7 – Biały hetman · c6 – Biały hetman · h5 – Biały hetman · b4 – Biały hetman · e3 – Biały hetman · a2 – Biały hetman · f1 – Biały hetman | d8 – Biały hetman · g7 – Biały hetman · c6 – Biały hetman · h5 – Biały hetman · b4 – Biały hetman · e3 – Biały hetman · a2 – Biały hetman · f1 – Biały hetman | d8 – Biały hetman · g7 – Biały hetman · c6 – Biały hetman · h5 – Biały hetman · b4 – Biały hetman · e3 – Biały hetman · a2 – Biały hetman · f1 – Biały hetman | d8 – Biały hetman · g7 – Biały hetman · c6 – Biały hetman · h5 – Biały hetman · b4 – Biały hetman · e3 – Biały hetman · a2 – Biały hetman · f1 – Biały hetman | d8 – Biały hetman · g7 – Biały hetman · c6 – Biały hetman · h5 – Biały hetman · b4 – Biały hetman · e3 – Biały hetman · a2 – Biały hetman · f1 – Biały hetman | d8 – Biały hetman · g7 – Biały hetman · c6 – Biały hetman · h5 – Biały hetman · b4 – Biały hetman · e3 – Biały hetman · a2 – Biały hetman · f1 – Biały hetman | d8 – Biały hetman · g7 – Biały hetman · c6 – Biały hetman · h5 – Biały hetman · b4 – Biały hetman · e3 – Biały hetman · a2 – Biały hetman · f1 – Biały hetman | d8 – Biały hetman · g7 – Biały hetman · c6 – Biały hetman · h5 – Biały hetman · b4 – Biały hetman · e3 – Biały hetman · a2 – Biały hetman · f1 – Biały hetman | 3 |
| 2 | d8 – Biały hetman · g7 – Biały hetman · c6 – Biały hetman · h5 – Biały hetman · b4 – Biały hetman · e3 – Biały hetman · a2 – Biały hetman · f1 – Biały hetman | d8 – Biały hetman · g7 – Biały hetman · c6 – Biały hetman · h5 – Biały hetman · b4 – Biały hetman · e3 – Biały hetman · a2 – Biały hetman · f1 – Biały hetman | d8 – Biały hetman · g7 – Biały hetman · c6 – Biały hetman · h5 – Biały hetman · b4 – Biały hetman · e3 – Biały hetman · a2 – Biały hetman · f1 – Biały hetman | d8 – Biały hetman · g7 – Biały hetman · c6 – Biały hetman · h5 – Biały hetman · b4 – Biały hetman · e3 – Biały hetman · a2 – Biały hetman · f1 – Biały hetman | d8 – Biały hetman · g7 – Biały hetman · c6 – Biały hetman · h5 – Biały hetman · b4 – Biały hetman · e3 – Biały hetman · a2 – Biały hetman · f1 – Biały hetman | d8 – Biały hetman · g7 – Biały hetman · c6 – Biały hetman · h5 – Biały hetman · b4 – Biały hetman · e3 – Biały hetman · a2 – Biały hetman · f1 – Biały hetman | d8 – Biały hetman · g7 – Biały hetman · c6 – Biały hetman · h5 – Biały hetman · b4 – Biały hetman · e3 – Biały hetman · a2 – Biały hetman · f1 – Biały hetman | d8 – Biały hetman · g7 – Biały hetman · c6 – Biały hetman · h5 – Biały hetman · b4 – Biały hetman · e3 – Biały hetman · a2 – Biały hetman · f1 – Biały hetman | 2 |
| 1 | d8 – Biały hetman · g7 – Biały hetman · c6 – Biały hetman · h5 – Biały hetman · b4 – Biały hetman · e3 – Biały hetman · a2 – Biały hetman · f1 – Biały hetman | d8 – Biały hetman · g7 – Biały hetman · c6 – Biały hetman · h5 – Biały hetman · b4 – Biały hetman · e3 – Biały hetman · a2 – Biały hetman · f1 – Biały hetman | d8 – Biały hetman · g7 – Biały hetman · c6 – Biały hetman · h5 – Biały hetman · b4 – Biały hetman · e3 – Biały hetman · a2 – Biały hetman · f1 – Biały hetman | d8 – Biały hetman · g7 – Biały hetman · c6 – Biały hetman · h5 – Biały hetman · b4 – Biały hetman · e3 – Biały hetman · a2 – Biały hetman · f1 – Biały hetman | d8 – Biały hetman · g7 – Biały hetman · c6 – Biały hetman · h5 – Biały hetman · b4 – Biały hetman · e3 – Biały hetman · a2 – Biały hetman · f1 – Biały hetman | d8 – Biały hetman · g7 – Biały hetman · c6 – Biały hetman · h5 – Biały hetman · b4 – Biały hetman · e3 – Biały hetman · a2 – Biały hetman · f1 – Biały hetman | d8 – Biały hetman · g7 – Biały hetman · c6 – Biały hetman · h5 – Biały hetman · b4 – Biały hetman · e3 – Biały hetman · a2 – Biały hetman · f1 – Biały hetman | d8 – Biały hetman · g7 – Biały hetman · c6 – Biały hetman · h5 – Biały hetman · b4 – Biały hetman · e3 – Biały hetman · a2 – Biały hetman · f1 – Biały hetman | 1 |
|   | a | b | c | d | e | f | g | h |   |

Rozwiązanie łatwe do zapamiętania dzięki regularności, która nie jest symetrią.

## Dwanaście rozwiązań podstawowych
Oto wszystkie dwanaście istniejących rozwiązań zakodowanych za pomocą cyfr oznaczających położenie hetmana na konkretnej kolumnie:
- {41582736}
- {41586372}
- {42586137}
- {42736815}
- {42736851}
- {42751863}
- {42857136}
- {42861357}
- {46152837}
- {46827135}
- {47526138}
- {48157263}

## Tabelka liczb rozwiązań
W poniższej tabelce można znaleźć liczby możliwych ustawień dla szachownic o innym rozmiarze. Liczba rozwiązań dla szachownicy o rozmiarze {\displaystyle n} wynosi ok. {\displaystyle (0,143n)^{n}}.
| n                      | 1 | 2 | 3 | 4 | 5  | 6 | 7  | 8  | 9   | 10  | 11    | 12     | 13     | 14      | 15        | 16         | 17         | 18          |
| rozwiązań podstawowych | 1 | 0 | 0 | 1 | 2  | 1 | 6  | 12 | 46  | 92  | 341   | 1 787  | 9 233  | 45 752  | 285 053   | 1 846 955  | 11 977 939 | 83 263 591  |
| rozwiązań wszystkich   | 1 | 0 | 0 | 2 | 10 | 4 | 40 | 92 | 352 | 724 | 2 680 | 14 200 | 73 712 | 365 596 | 2 279 184 | 14 772 512 | 95 815 104 | 666 090 624 |

## Szachownice o innym wymiarze
Analogiczny problem dla szachownicy 5×5
Problem posiada dwa rozwiązania podstawowe:
- [25314] – rozwiązanie symetryczne
- [14253] – rozwiązanie asymetryczne

Ze względu na liczbę symetrii, mianowicie 8, można by przypuszczać, iż wszystkich rozwiązań będzie 16. W istocie jest ich 10.
- {\displaystyle 10={\frac {8}{4}}+8}

gdzie 4 oznacza liczbę symetrii pierwszego rozwiązania
Analogiczny problem dla szachownicy 6×6
- [531642] – jedyne rozwiązanie

Problem posiada jedno rozwiązania podstawowe. Ze względu na liczbę symetrii, mianowicie 8, można by przypuszczać, iż wszystkich rozwiązań jest 8. W istocie rzeczy są 4 rozwiązania.
- {\displaystyle 4={\frac {8}{2}}}

gdzie 2 oznacza liczbę symetrii jakie posiada jedyne rozwiązanie podstawowe.

## Analogia wieżowa
Jeśli zastąpić hetmany wieżami, rozwiązań jest więcej. W istocie jest ich n! gdzie n jest rozmiarem szachownicy. Rozwiązań podstawowych jest jednak znacznie mniej, ze względu na linie symetrii pojawiające się w konfiguracjach.
I tak na przykład na szachownicy 4×4 mamy 24 rozwiązania redukujące się do siedmiu rozwiązań podstawowych, mianowicie:
- [1234] [2134] [3214] [1324] [3241] [3421] [3142]

Na klasycznej szachownicy 8×8 rozwiązań jest 8!=40320, redukujących się do 5282 rozwiązań podstawowych.